# Compagnie des chemins de fer départementaux de l’Aisne

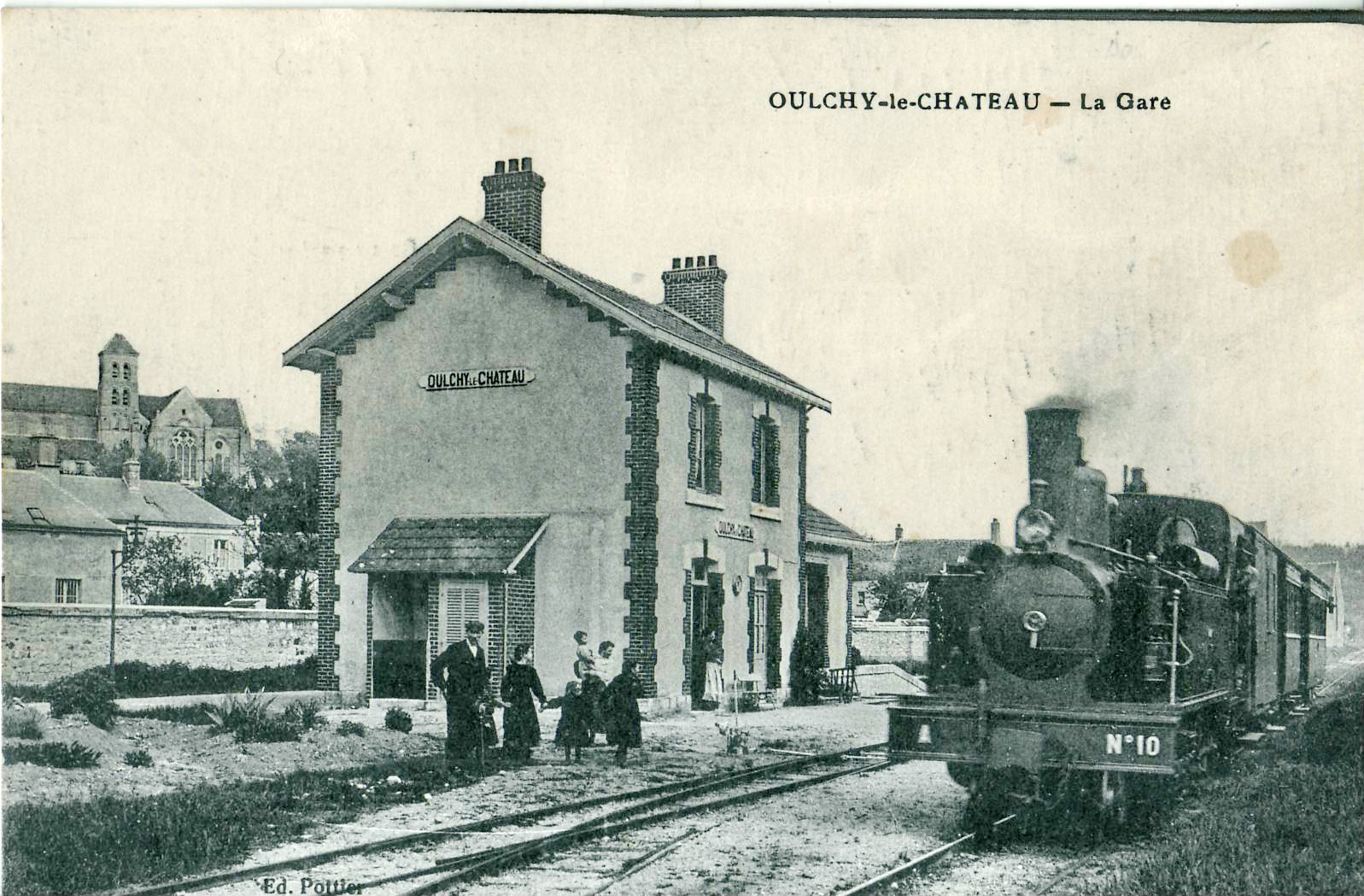
Bahnhof Oulchy-le-Château an der Strecke Soissons–Oulchy-Brémy, vor 1917

Die Compagnie des chemins de fer départementaux de l’Aisne (CDA) war eine 1905 gegründete Eisenbahngesellschaft, die überwiegend schmalspurige Bahnen im französischen Département Aisne baute und betrieb. Die meterspurigen Strecken (Spurweite 1000 Millimeter) wurden ab 1917 teilweise umgespurt oder dreischienig erweitert, ab 1910 wurden auch rein regelspurige Strecken (Spurweite 1435 Millimeter) gebaut.
Das Netz der CDA hatte in den Jahren seiner größten Ausdehnung eine Länge von 196 Kilometer. 1922 fusionierte die CDA mit ihrer Muttergesellschaft Compagnie du chemin de fer de Saint-Quentin à Guise zur Compagnie des chemins de fer secondaires du Nord-Est (CFS-NE).

## Strecken
mit Spurweite, Streckenlänge und Betriebsdauer:
- Soissons–Oulchy-Brémy, 1000 mm, 31 km, 1907–1948
- La Neuville–Laon–Bruyères–Nouvion-le-Vineux, 1000 mm, 14 km, 1907–1932
- Chauny–Blérancourt, 1000 mm, 18 km, 1909–1942
- Blérancourt–Coucy-le-Château, 1000 mm, ab 1917 Dreischienengleis 1000 mm und 1435 mm,[1] 13 km, 1907–1963
- Soissons–Montécouvé−Guny, 1000 mm, 28 km, 1910–1948
- Francilly (bei Saint-Quentin)–Villers-Aubigny, 1435 mm, 15 km, 1910–1990
- Villers-Aubigny–Ham, 1435 mm, 6 km, 1910–1955
- Montécouvé–Vic-sur-Aisne, 1000 mm, 20 km, 1911–1948
- Wiège-Faty-Romery–Vervins, 1000 mm, zwischen 1920 und 1926 auf 1435 mm umgespurt, 19 km, 1912–1961
- Vervins–Brunehamel, 1000 mm, zwischen 1920 und 1926 auf 1435 mm umgespurt, 23 km, 1912–1935
- Brunehamel–Liart, 1000 mm, zwischen 1920 und 1926 auf 1435 mm umgespurt, 13 km, 1913–1935
- Appilly–Blérancourt, 1435 mm, 6 km, 1919–1928